# 酰亚胺

酰亚胺的通式

邻苯二甲酰亚胺

酰亚胺（Imide）中，氮原子与两个羰基相连，通式为R1-C(O)-N(R2)-C(O)-R3。它一般由氨或伯胺与羧酸或酸酐反应制备。
常见的酰亚胺如邻苯二甲酰亚胺、琥珀酰亚胺、N-溴代琥珀酰亚胺、戊二酰亚胺、马来酰亚胺，有很多是用于制取聚酰亚胺的单体，DNA的氢键配对也涉及到了酰亚胺的结构，氮作电子给予体，羰基氧作电子接受体。
若通式中的R2为氢，则该氢原子具有一定的酸性，原因是氮上的孤对电子可以和两个羰基发生共轭，从而部分转移到氧上，使得负离子形式更加稳定。共振论认为酰亚胺的共振杂化体有相反的电荷，而质子离去后的负离子没有相反的电荷，降低的能量较多更加稳定，从而酰亚胺的氢易解离。
酰亚胺也可通过异酰亚胺的Mumm重排反应制备。